# Masiguare
 I Masiguare (o anche Masiware) sono un piccolo gruppo etnico della Colombia, con una popolazione stimata di circa 250 persone. Questo gruppo etnico è per la maggior parte di fede animista e parla la lingua Cuiba (D:Masiguare-CUI08).
I Masiguare sono strettamente correlati ai Cuiba e agli Amaruwa.